# تسعديت ياسين
تسعديت ياسين تيتوح (14 نوفمبر 1949 - بوجليل، الجزائر) عالمة إنسان جزائرية متخصصة في الثقافة الأمازيغية.

## النشأة
ولدت تاساديت ياسين في 14نوفمبر 1949 في بوجليل بولاية بجاية. كانت والدتها ربة منزل ووالدها مهاجر تم تعذيبه وإعدامه عام 1956. أكملت دراستها الابتدائية والثانوية والعالية في الجزائر، حيث عملت أيضًا قبل مغادرتها إلى فرنسا عام 1987.

## المسار المهني
كانت تاساديت ياسين مديرة مدرسة الدراسات العليا في العلوم الاجتماعية . وهي أيضًا عضوة في قسم الأنثروبولوجيا الاجتماعية في كوليج دو فرانس . وهي رئيسة تحرير («الكلمة») - وهي مجلة تأسست عام 1985 في باريس مع عالم الأنثروبولوجيا الجزائري مولود معمري وعالم الاجتماع بيير بورديو لاستكشاف الحياة الأمازيغية.
حصلت على الدكنوراه من جامعة السوربون، وكانت شهادتها الأولى في اللغة الإسبانية في جامعة الجزائر،وحصلت عام 1980.

## البحث العلمي
كتبت تاساديت على نطاق واسع في الأنثروبولوجيا الأمازيغية ويجمع نهجها في الأنثروبولوجيا الاجتماعية بين التقييم العلمي والأدب الشفهي. وهي خبيرة في أعمال بورديو، واضعة تجاربه في الجزائر كمؤثر مركزي على فلسفته.
قامت بتحرير يوميات جون عمروش، مما أتاح فهمًا أكبر لتأثيره على الأدب. قادت الندوة التي أعقبت وفاة رابح بلعمري، والتي أعادت النظر في دوره في الثقافة الأدبية في المغرب العربي، كما أشادت به وبدوره. قامت بتحرير مجموعة من كتابات بورديو، حيث وضعت تاساديت عمله في سياقاته السياسية الجزائرية.
هي خبيرة في حياة الشعوب الأمازيغية وقد نشرت وتحدثت على نطاق واسع حول هذا الموضوع، لا سيما كيف أدت الثقافة واللغة العربية إلى تآكل الهويات الأمازيغية على مدار القرن العشرين. درست تاساديت ياسين اللهجة القبائلية والثقافات الأمازيغية على وجه الخصوص. وهي أيضًا باحثة في كيفية تقاطع النوع الاجتماعي مع تآكل الهويات الثقافية في الثقافة الأمازيغية، باستخدام إطار فرويد للتحليل الثقافي.